# Susie M. Barstow
Pour les articles homonymes, voir Barstow.
Susie M. Barstow, né le 9 mai 1836 à New York dans l'état de New York et décédé le 12 juin 1923 dans la même ville aux États-Unis, est une peintre américaine de la seconde génération de l'Hudson River School, connue pour ces paysages.

## Biographie
Susie M. Barstow naît à New York en 1836. Elle est la fille de Samuel Barstow (1805-1884), un marchand de thé new-yorkais, et de Mary Tyler Blossom (1813-1895), dont la lignée remonte à l'un des premiers passagers du Mayflower. Elle étudie à la Rutgers Female Institute à New York, obtient son diplôme en 1853 et reçoit une formation artistique en Europe.
À son retour aux États-Unis, elle commence une carrière de peintre paysagiste. Au cours de sa carrière, elle illustre notamment sur ses toiles les paysages du Nord-Est des États-Unis et plus particulièrement les montagnes Blanches du New Hampshire et les monts Adirondacks de l'État de New York. Elle visite également les chaînes de montagnes des Alpes et la Forêt-Noire en Europe. Elle réalise enfin des expéditions mêlant randonnée, dessin et peinture le long de l'Hudson et fut une artiste de la seconde génération de l'Hudson River School.
Elle expose pour la première fois à l'académie américaine des beaux-arts en 1858 et plus tard, à la Brooklyn Art Association et à la Pennsylvania Academy of the Fine Arts. Le riche collectionneur Thomas B. Clarke (en) compte dans les années 1870 l'un de ses tableaux dans sa collection. Pendant plusieurs années, elle enseigne à la Brooklyn Institute of Arts and Sciences. Elle fut l'une des premières membres de l'Appalachian Mountain Club et a pour nièce l'illustratrice Susie Barstow Skelding (en) (1857-1934).
Elle décède à New York en 1923.

## Œuvres

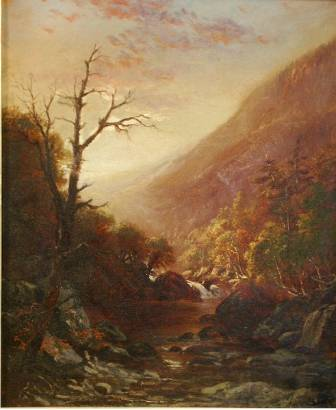
Kaaterskill Creek, vers 1870